# Bettange
Bettange (Duits: Bettingen im Lothringen) is een gemeente in het Franse departement Moselle (regio Grand Est) en telt 178 inwoners (1999). De plaats maakt deel uit van het arrondissement Boulay-Moselle.

## Geografie
De oppervlakte van Bettange bedraagt 3,7 km², de bevolkingsdichtheid is 48,1 inwoners per km².
De onderstaande kaart toont de ligging van Bettange met de belangrijkste infrastructuur en aangrenzende gemeenten.

## Demografie
Onderstaande figuur toont het verloop van het inwonertal (bron: INSEE-tellingen).